# Hippolyte Bellangé
Joseph Louis Hippolyte Bellangé, född den 17 januari 1800 i Paris, död där den 10 april 1866, var en fransk konstnär.
I sin ungdom producerade han ett flertal litografiska teckningar med krigsmotiv. Han fortsatte sina systematiska studier under Antoine-Jean Gros och ägnade sig nästan endast åt krigsscener. Han vann ett pris vid världsutställningen i Paris 1855 och mottog dessförinnan Hederslegionen.